# 蘭德馬克角
67°31′S 63°56′E / 67.517°S 63.933°E
蘭德馬克角（英語：Landmark Point）是南極洲的海岬，位於麥克羅伯特森地沿岸，處於塞夫蒂島東南面1公里，該海岬根據澳大利亞探險隊的探測和空中照片被繪入地圖。